# Wilcoxius mydas
Wilcoxius mydas är en tvåvingeart som först beskrevs av Brauer 1885.  Wilcoxius mydas ingår i släktet Wilcoxius och familjen rovflugor. Inga underarter finns listade i Catalogue of Life.